# Lemba viriditibia
Lemba viriditibia är en insektsart som beskrevs av Niu, Y. och Z. Zheng 1992. Lemba viriditibia ingår i släktet Lemba och familjen gräshoppor. Inga underarter finns listade i Catalogue of Life.